# دیمون دش
دیمون دش (انگلیسی: Damon Dash؛ زادهٔ ۳ مهٔ ۱۹۷۱) یک هنرپیشه، و تهیه‌کننده است. وی از سال ۱۹۹۰ میلادی تاکنون مشغول فعالیت بوده‌است.